# وینی روث جاد
وینی روث جاد(وینی روث مک کینل) متولد ۲۹ ژانویه ۱۹۰۵ در آکسفورد ایندیانا-مرگ ۲۳ اکتبر ۱۹۹۸) در فینیکس آریزونا یک منشی پزشک بود که در اکتبر ۱۹۳۱ بخاطر علاقه به جک هلوران (یک تاجر برجسته در فینیکس)، به جرم کشتن دوستانش اگنس ان لریو و هدویگ ساموئلسون محکوم شد. قتل زمانی کشف شد که جاد اجساد مقتولین را (اعضای بدن یکی از اجساد از هم جدا شده بود) در صندوق و چمدان، توسط قطار از فینیکس به لوس آنجلس منتقل می‌کرد. به همین جهت رسانه‌ها به این پرونده نام "قتل‌های صندوقی" را داده‌اند. او بخاطر قتل لریو گناهکار شناخته شد و محکوم به مرگ شد. اما بعداً مشخص شد از لحاظ روانی سالم نیست و این حکم لغو شد. سپس در تیمارستان ایالت آریزونا (بعداً بیمارستان ایالت آریزونا نام گرفت) بستری شد. در طی سه دهه بعد، او شش بار از تیمارستان فرار کرد. آخرین تلاش وی برای قرار در دهه ۱۹۶۰ اتفاق افتاد. نهایتاً او در سال ۱۹۷۱ با عفو مشروط آزاد شد و در سال ۱۹۸۳ کاملاً از قید تعهد نیز آزادی یافت.
بخاطر پوشش شدید روزنامه‌ها و شرایط مشکوک قتل، تحقیقات و محاکمه جاد بسیار مورد توجه بود. بررسی‌ها این مسئله را مطرح می‌کرد که شاید حداقل یک فرد دیگر در قتل‌ها و/یا دفع اجساد دست داشته‌است. به‌علاوه محاکمه جاد بحث‌هایی پیرامون اعدام ایجاد کرد.

## پس زمینه

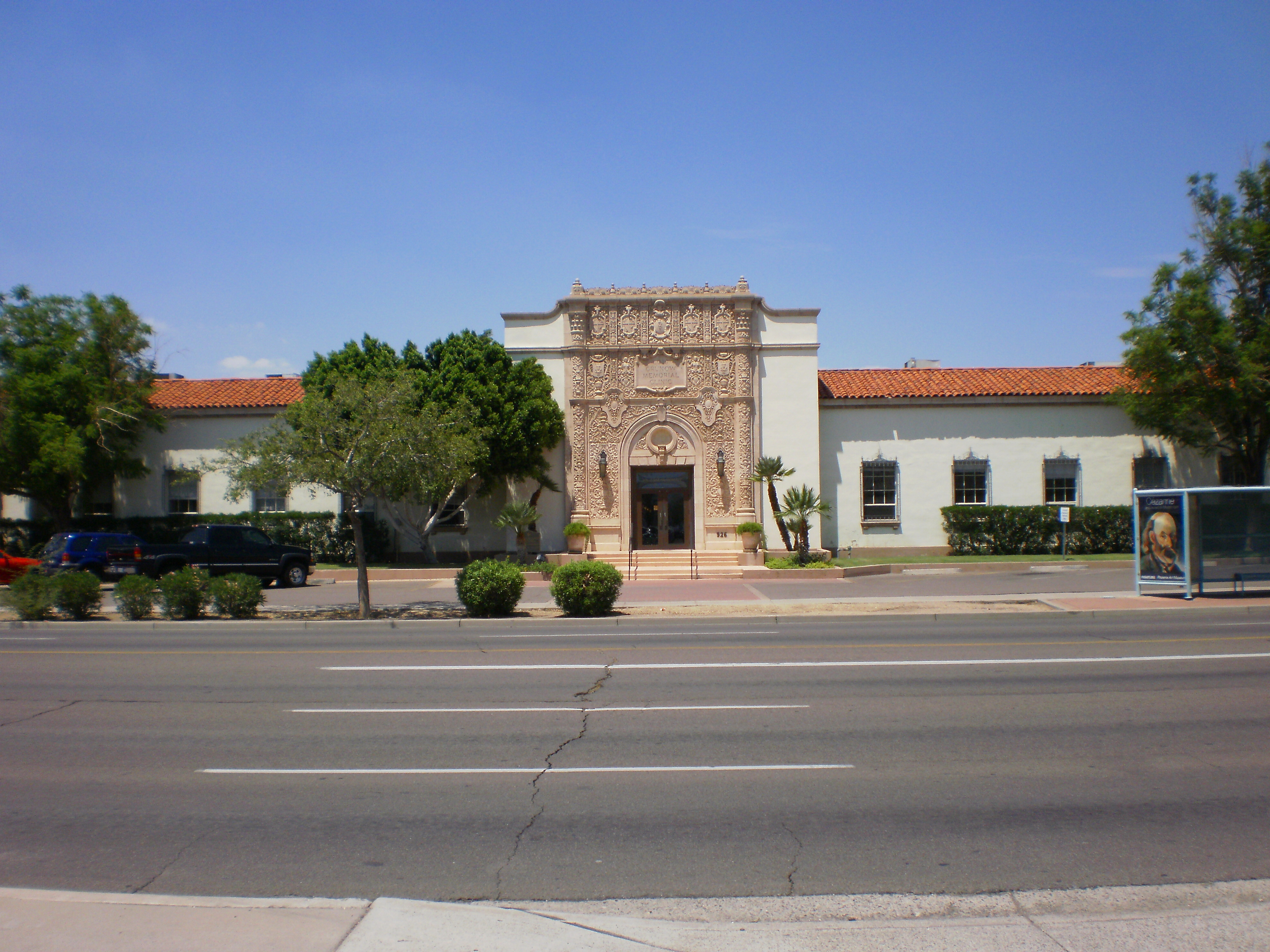
کلینیک پزشکی گرونوو

وینی روث مک کینل در ۲۹ ژانویه ۱۹۰۵ در ایندیانا متولد شد. او در ۱۷سالگی با دکتر ویلیام سی. جاد ازدواج کرد که یک کهنه سرباز جنگ جهانی اول بود و بیش از ۲۰سال از وینی بزرگ‌تر بود. آن‌ها به مکزیکو رفتند و نام خانوادگی او «جاد» شد. دکتر به دلیل جراحات جنگی معتاد به استفاده از مورفین بود و در حفظ شغل خود مشکلاتی داشت؛ بنابراین این زوج مدام مجبور به نقل مکان و زندگی با درآمدی کم بودند. در ادامه، آن‌ها دچار مشکلاتی برای بچه دار شدن گشتند و وضعیت سلامتی وینی روث جاد نیز مسئله دار شد.
تا سال ۱۹۳۰، این زوج عمدتاً جدا از هم زندگی می‌کردند؛ اگرچه دائماً باهم ارتباط داشتند. وینی روث جاد (معروف به روث) به فینیکس آریزونا رفت تا به عنوان معلم خصوصی برای یک خانواده ثروتمند کار کند. در این زمان او با جان جی. هلوران «جک خوشحال» آشنا شد. او یک تاجر فینیکسی ۴۴ساله بود که در مسائل سیاسی و اجتماعی شهر فعالیت داشت. هلوران مردی متأهل اما هوس باز و بی بند و بار بود. جاد و هلوران رابطه‌ای دوستانه را آغاز کردند که نهایتاً منجر به رابطه‌ای نامشروع شد.
چند ماه بعد، جاد شغلی بهتر به عنوان منشی در کلینیک پزشکی گرانو در فینیکس بدست آورد. آنجا، او با اگنس ان لروی (یک تکنسین پرتو ایکس) و هم اتاقیش هدویگ ساموئلسون آشنا شد. لروی و ساموئلسون سابقاً در آلاسکا زندگی می‌کردند. آن‌ها در آلاسکا با یکدیگر دوست شدند و وقتی بیماری سل ساموئلسون پیشرفت کرد، بخاطر هوای خشک‌تر فینیکس، باهم به آنجا نقل مکان کردند. لروی و ساموئلسون با هلوران نیز رابطه‌ای دوستانه داشتند. جاد با لروی و ساموئلسون دوست شد و حتی در سال ۱۹۳۱ برای چند ماه با آن‌ها زندگی کرد. اما اختلافاتی بین جاد و دو زن دیگر ایجاد شد و جاد به آپارتمان خود بازگشت که فاصله زیادی با خانه لروی و ساموئلسون نداشت. در زمان قتل، جاد ۲۶ساله، لروی ۳۲ساله و سامولسون ۲۴ساله بودند.

## قتل
طبق گزارش پلیس، در شبانگاه ۱۶ اکتبر ۱۹۳۱، لروی، ساموئلسون و جاد بر سر هلوران با یکدیگر دعوا کرده و بعد جاد، دو زن دیگر را به قتل رساند. شرح قانونی در طی محاکمه جاد بیان می‌کرد که نزاع بر سر مردان و رابطه بین لروی و ساموئلسون به دوستی این سه زن خدشه وارد کرد و انگیزه قتل، حسادت بود.
دو قربانی توسط یک اسلحه کالیبر۲۵ در خانه اجاره ایشان کشته شدند. طبق گزارش قضایی، بعد از آن جاد و همدستش جسد ساموئلسون را قطعه قطعه کردند و سر، تنه و بخش پایینی پاها را داخل یک صندوق مشکی قرار دادند. سپس بخش بالایی پاها را در یک جعبه کلاه و چمدان بژ رنگ گذاشتند. جسد لروی دست نخورده در دومین صندوق مشکی چپانده شده بود.

## رفتن به لوس آنجلس
دو روز بعد از قتل، یعنی یکشنبه ۱۸ اکتبر ۱۹۳۱، جاد با دستی باندپیچی شده (بخاطر زخم گلوله) و همراه با صندوق‌ها و چمدان‌های حاوی اجساد از ایستگاه فینیکس سوار قطار مسافربری گلدن استیت لیمیت می‌شود. او شبانه به لوس آنجلس می‌رود. صبح روز بعد و با رسیدن به نقصد در ساعت ۷، صندوق‌ها بخاطر بوی بسیار بدشان و مایعات سرازیرشده از آن‌ها مورد ظن قرار می‌گیرند. مأمور چمدان‌ها، آرتور وی. اندرسون ابتدا فکر می‌کند صندوق‌ها حاوی مواد قاچاق مثل آهوی مرده‌است؛ بنابراین می‌خواهد آن‌ها باز شوند. اما جاد بیان می‌کند که کلید چمدان‌ها را همراه خود ندارد.
برتون مک کینل، برادر جاد و دانشجوی دانشگاه کالیفرنیای جنوبی، بی‌خبر از جنایت یا اجساد به دنبال جاد می‌آید. جاد صندوق‌ها را رها کرده و همراه برادرش می‌رود. در حدود ساعت ۴:۳۰ عصر آن روز، اندرسون با تماس با بخش پلیس لوس آنجلس گزارش صندوق‌هایی مشکوک را می‌دهد. پلیس قفل هر صندوق را باز کرده و اجساد را کشف می‌کند. در همین زمان، برادر جاد، در جایی از لوس آنجلس از خواهرش جدا می‌شود. بعد از این جاد تا چند روز موفق به اختفا می‌شود تا اینکه جمعه بعد در تاریخ ۲۳ اکتبر ۱۹۳۱ در یک مرده شوی خانه خودش را تسلیم پلیس می‌کند.
ماجرای قتل‌ها تیتر اخبار سراسر کشور شده و جاد را «زن ببری» و «سلاخ بور» می‌نامند. نهایتاً، رسانه‌ها به این پرونده نام «قتل‌های صندوقی» و به جاد نام «قاتل صندوقی» را می‌دهند.

## تحقیقات پلیس
در عصر روز دوشنبه، ۱۹ اکتبر ۱۹۳۱، پلیس فینیکس ابتدا وارد خانه لروی و ساموئلسون شد. همسایه‌ها و خبرنگارها نیز اجازه ورود داشتند و صحنه جرم را برهم زدند. روز بعد، صاحب خانه روزنامه‌های آریزونا ریپابلیک و فینیکس ایونینگ گزت به مردم اطلاع داد که به ازای نفری ده سنت اجازه بازدید از خانه را دارند. در سه هفته بعد، صدها نفر از این خانه سه اتاقه بازدید کردند. در طول محاکمه، وکیل مدافع جاد اعتراض کرد و گفت «با تبلیغات روزنامه‌ها، کل جمعیت شهرستان مریکوپا از آن خانه دیدن کردند.»
پلیس ادعا کرد که دو زن در خواب کشته شده‌اند. تشک دو تخت در شب ورود پلیس، گم شده بود. بعدها یک تشک چند مایل دوتر در یک ساختمان خرابه یافت شد که هیچ خونی روی آن نبود. تشک دیگر هرگز پیدا نشد. هرگز توضیحی داده نشد که چرا یک تشک در این فاصله دور پیدا شد و چه بلایی بر سر تشک دیگر آمده‌است.

## محاکمه
محاکمه جاد در دادگاه شهرستان ماریکوپا در ۱۹ ژانویه ۱۹۳۲، سه ماه بعد از کشف اجساد در صندوق‌ها آغاز شد. هرگز در دادگاه دربارهٔ سلاخی یکی جنازه‌ها صحبتی نشد؛ زیرا جاد تنها برای قتل لروی محاکمه شد که جسدش سالم بود و جاد هرگز برای قتل ساموئلسون محکوم نشد. ایالت بیان می‌کرد که جاد با قصد قبلی عمل کرده بود، رابطه بین سه زن در طی چند هفته خراب شده بود و آن‌ها بر سر هلوران باهم بحث داشتند. تقیب قانونی ادعا می‌کرد که خود جاد دست چپش را زخمی‌کرده بود تا بحث دفاع از خود را تقویت کند. وکیل مدافع جاد تصریح کرد که او بخاطر جنونش بی گناه است اما مسئله دفاع از خود را مطرح نکرد. جاد در دفاعیه خود نقشی عهده‌دار نشد.
در ۸ فوریه ۱۹۳۲، هیئت منصفه جاد را بخاطر قتل درجه یک لروی گناهکار اعلام کرد. درخواست تجدیدنظر موفقیت‌آمیز نبود. در ۱۷ فوریه ۱۹۳۳، قاضی اسپیکمن حکم اعدام جاد را به زندان ایالت آریزونا در فلورنس آریزونا فرستاد. اما بعد از اینکه برنامه‌ای ۱۰ روزه مسئله مشکلات روانی وی تأیید کرد، این حکم لغو شد. نهایتاً در ۲۴ آوریل ۱۹۳۳، جاد بخاطر جنون به تیمارستان ایالت آریزونا منتقل شد.

## جک هلوران
زمانی که در طول محاکمه مشخص شد هلوران و جاد باهم رابطه‌ای نامشروع داشتند، هلوران نیز از جهت مشارکت در قتل مورد ظن قرار گرفت. در ۳۰ دسامبر ۱۹۳۲ و بعد از شهادت جدید جاد، هیئت منصفه هلوران را همدست در قتل دانست. جاد این شهادت را «تمام واقعیت» خواند.
دادرسی مقدماتی اتهامات هلوران در اواسط ژانویه ۱۹۳۳ برگزار شد. جاد شاهد اصلی بود. در شهادتی که تقریباً سه روز به طول انجامید، جاد با حالتی احساساتی داستانش را بازگو کرد:

"من باید بخاطر کاری اعدام شوم که جک هلوران باعث و بانیش است… من محکوم به قتل شدم اما من بخاطر دفاع از خود شلیک کردم. جک هلوران تمام شواهد را ازبین برد. او مقصر تمام این ماجراهایی است که برای من پیش آمده‌است. او گناهکار است."

جاد شهادت داد که برای بازی بریج به خانه لروی و ساموئلسون دعوت شده بود و زن چهارمی نیز آنجا بود که پیش از رسیدن جاد، رفته بود. او شهادت داد که هلوران را به زن دیگری معرفی کرد و بخاطر این مسئله، نزاعی بین آن سه درگرفت. او گفت لروی و ساموئلسون از نظر فیزیکی به وی حمله‌ور شدند و او بخاطر دفاع از خود مجبور به کشتن آن‌ها شد.
طبق گفته‌های جاد، او کمی بعد از قتل‌ها با هلوران ملاقات می‌کند و همراه وی به خانه برمی گردد. هلوران بعد از دیدن اجساد به گاراژ رفته و با یک «صندوق بزرگ و سنگین» برمی گردد و به جاد می‌گوید مسئله را به کسی نگوید. طی بازرسی، جاد اعتراف می‌کند که دو روز بعد از قتل، دوباره جسد سلاخی شده ساموئلسون را در یک صندوق و چمدان بسته‌بندی کرده‌است.
هلوران در دفاعیه خود شرکت نکرد. وکیل او به دادگاه گفت که داستان جاد چیزی بیش از «داستان یک انسان دیوانه» نیست و بیان کرد از آنجا که جاد شهادتی مبنی بر کشتن دو زن بخاطر دفاع از خود داده‌است، بنابراین هیچ جزمی اتفاق نیفتاده است؛ لذا نمی‌توان هلوران را بخاطر چیزی مجازات کرد. سپس درخواست رد اتهامات علیه موکلش را داد. در ۲۵ ژانویه ۱۹۳۳، قاضی هلوران را آزاد کرد و گفت بیانات این پرونده متناقض است و مجازات کردن هلوران «اقدامی بیهوده» خواهد بود.
اگرچه هلوران ازنظر قانونی تبرئه شد، اما نهایتاً مردم فینیکس از او رویگردان شدند و در نتیجه همکاری تجاری و وضعیت اجتماعی ارزشمند خود را ازدست داد. او در سال ۱۹۳۹ در توسان آریزونا درگذشت.

## فرارها و عفو مشروط
بعد از لغو حکم اعدام، جاد در تنها بیمارستان روانی ایالت یعنی تیمارستان ایالت آریزونا (بعداً به نام بیمارستان ایالت آریزونا درآمد) بستری شد. در بین سال‌های ۱۹۳۳ تا ۱۹۶۳ او شش بار از بیمارستان فرار کرد. یک بار تمام راه را تا یوما پیاده طی کرد.
او برای آخرین بار در ۸ اکتبر ۱۹۶۳ کلید در جلویی بیمارستان را بدست آورد و فرار کرد. در نهایت او به منطقه خلیج سانفرانسیسکو رفت و با نام «مارین لین» پرستار خانگی یک خانواده ثروتمند شد. اما آزادی او شش سال بیشتر طول نکشید. نهایتاً هویت وی در کالیفرنیا فاش شد و در ۱۸ اوت ۱۹۶۹ به آریزونا برگردانده شد.
جاد وکیل مدافع مشهور سن فرانسیسکو، ملوین بلی را استخدام کرد. بلی به یک وکیل آریزونایی نیاز داشت بنابراین لری دیباس را استخدام کرد. فرماندار آریوزنا، جک ویلیامز، با آزادی جاد موافقت کرد اما اذعان کرد که مشارکت او در این مسئله باید به عنوان راز باقی بماند. درهرحال، در روزهای آتی، بلی با یک کنفرانس خبری تماس گرفت و خبر آزادی سریع جاد را اعلام کرد. در نتیجه دیباس مجبور به اخراج بلی شد تا مانع آزادی جاد نشود. در ۲۲ دسامبر ۱۹۷۱ بعد از دو سال مشاجره قانونی، جاد عفو مشروط گرفت.
جاد به استکهلم کالیفرنیا رفت. در سال ۱۹۸۳، ایالت آریزونا کاملاً او را عفو کرد؛ بدین معنا که دیگر تحت آزادی مشروط نبود. او در ۲۳ اکتبر ۱۹۹۸ در سن ۹۳سالگی و ۶۷سال بعد از تسلیم شدنش در سال ۱۹۳۱، درگذشت.

## تحقیقات بعدی

### تحقیقات جانا بامرزباخ
جانا بامرزباخ روزنامه‌نگار به منظور نگارش مقاله‌هایی در فینیکس نیو تایمز و یک کتاب به نام قاتل صندوقی: وینی روث جاد (سایمون و شوستر، ۱۹۹۲) به بررسی پرونده جاد پرداخت. به عنوان بخشی از تحقیقاتش، او با خود جاد مصاحبه کرد. بامرزباخ به این نتیجه رسید که پلیس و قانون نسبت به جاد جانبدارانه عمل کرده‌است. استنتاج‌های بامرزباخ و میزان بی‌طرفی او در ارتباط با جاد، توسط دیگر افرادی که بهمطالعه این پرونده پرداختند، زیر سؤال رفت. از جمله پسر وکیل مدافع جاد و یکی از اعضای هیئت علمی آریزونا که وی بعد از انتشار کتاب بامرزباخ، اطلاعات جدیدی دربارهٔ جاد فاش کرد.
طبق ادعای بامرزباخ، با توجه به جمعیت کم فینیکس در سال ۱۹۳۱، هیئت پلیس فینیکس به خوبی جک هلوران را می‌شناختند و از همکاری‌ها، دوستان و معشوقه‌های وی آگاهی داشتند. به‌علاوه بعضی از افسران پلیس، قربانی‌ها را می‌شناختند. حتی عده‌ای باور داشتند که جاد کسی را نکشته (حتی در مقام دفاع از خود) اما در پی مخفی کردن اشتباهات هلوران و احتمالاً دیگران برآمدند. بعضی افراد، آزادی هلوران را برخلاف عدالت دانستند و تبرئه وی را یک پوشش سیاسی نامیدند. ماشین پکارد طوسی وی در شب قتل و نیز روز بعد در محل جرم دیده شده بود و به همدستی او اشاره می‌کرد.
طبق ادعای بامرزباخ، نشانه‌ها گویای عدم توانایی جاد در سلاخی جسد ساموئلسون بودند -کاری که طبق عکس‌های کالبدشکافی با مهارت‌های پزشکی انجام شده بود که در توان جاد نبود. به‌علاوه جاد حتی از نظر جسمی توانایی بلند کردن اجساد را نداشت. بامرزباخ گفت که شاید تفنگ دیگری هم در کار بوده؛ چرا که در گزارش‌های اولیه روزنامه‌ها آمده بود لروی با گلوله‌ای با کالیبر بزرگ‌تر کشته شده بوده‌است.
با توجه به این احتمال که شخصی با مهارت‌های پزشکی جسد ساموئلسون را سلاخی کرده، بامرزباخ به پرستاری به نام ان میلر اشاره کرد که برای نگارش کتاب با وی مصاحبه داشته بود. میلر گفت زمانی که در سال ۱۹۳۶ در بیمارستان ایالت آریزونا کار می‌کرد و با جاد دوست شده بود، جاد گفته بود که شخصی به نام دکتر براون در زندان به دیدنش آمده و می‌خواسته همه چیز را اعتراف کند. بعد از اینکه میلر این قضیه را به یک وکیل فینیکس گفت، او بیان کرد «مطمئنم جاد همین را گفته‌است. دکتر براون به دفترم آمد و می‌خواست تمام ماجرا را بگوید. او برای هفته بعد قرار ملاقات داشت اما روز قبل از قرار، درگذشت». دکتر براون در ژوئن ۱۹۳۲ در اثر بیماری قلبی در سن ۴۴سالگی درگذشت. طبق گفته بامرزباخ بعضی معتقدند که شاید او در فکر خودکشی بوده‌است. بامرزباخ می‌نویسد "همان‌طور که نیویورک میرور در روز اعلام محکومیت هلوران نوشت:

"طبق شایعات فراوان، احتمالاً مرد دومی در این جنایت دست دارد، حتی اگر وی در مرگ نقشی نداشته باشد. داستان خانم جاد اعلام می‌دارد که یک پزشک، که تا این زمان خودکشی کرده، به خانه محل قتل رفته تا در دفع اجساد کمک کند. "

در سال ۲۰۱۴ «نامه اعتراف» با دستخط جاد کشف شد که در آوریل ۱۹۳۳ برای وکیلش اچ.جی. ریچاردسون نوشته بود. این نامه به‌طور ناشناس در سال ۲۰۰۲ وقف آرشیو ایالت آریزونا شد. این مسئله سوالات جدیدی دربارهٔ این پرونده ایجاد کرد. جاد این نامه را «اولین و تنها اعتراف» خود خوانده و در آن بیان کرده که او به تنهایی در برنامه‌ریزی و اجرای قتل لروی دست داشته؛ زیرا برای جلب محبت هلوران با هم در رقابت بودند. در ادامه بیان کرد که قصد کشتن ساموئلسون را نداشته‌است. اما بعد از شلیک گلوله و مرگ لروی، ساموئلسون هراسان به صحنه قتل می‌رسد و شروع به مشاجره با جاد می‌کند. جاد نوشته که در دفع اجساد نیز همدستی نداشته و خودش جسد ساموئلسون را سلاخی کرده و هر دو جسد را در چمدان قرار داده‌است. طبق مقاله فینیکس نیو تایمز نوشته رابرت پلا، ریچاردسون، وکیل جاد، بعد از دریافت نامه آن را مخفی کرد؛ زیرا با ماهیت درخواست تجدیدنظر در تناقض بود. بعد از مرگ ریچاردسون، جاد مدام به بیوه وی نامه می‌نوشت تا نامه اعتراف را به او برگرداند؛ زیرا می‌ترسید مسئله عدم سلامت عقلیش را به خطر انداخته و مانع آزادی او از بیمارستان ایالت آریوزنا شود اما بیوه ریچاردسون آن را برنگرداند. چند سال بعد از مرگ جاد، نامه به‌طور ناشناس به آرشیو ایالت آریزونا هدیه شد.
کسانی که به مطالعه یا بررسی پرونده جاد پرداخته‌اند، بر سر تفاسیر خود از این نامه اختلاف نظر دارند. بعضی معتقدند این یک اعتراف حقیقی است اما بعضی آن را اقدامی از سوی جاد در جهت تقویت مسئله مشکلات روانیش، تبرئه هلوران یا حتی مقصر جلوه دادن هلوران می‌دانند. جی. دوایت دابکینز، یکی از نویسندگان اولین کتاب نوشته شده دربارهٔ پرونده جاد، این نامه را غیرحقیقی دانسته و آن را «یکی دیگر از اعترافات بی‌شمار جاد» می‌داند که با آن «قصد دارد هلوران را همدست خود جلوه دهد.»